# Université royale de droit et des sciences économiques
L'université royale de droit et des sciences économiques (URDSE) est un des établissements publics de l'éducation supérieure au Cambodge. 
L'URDSE est créée en 1949 sous le nom « l'Institut national de droit, de politique et des sciences économiques ». En 2003, cette institution devient université. Les cours sont donnés en langue khmère, à l'exception des formations conduites sous coopération internationale. 
Depuis l'année universitaire 2019-2020, l'université est partie à un partenariat avec l'ONG International Impact pour l'accueil d'engagés de Service Civique pour l'espace francophone.

## Histoire
L'institutionnalisation de l'URDSE a lieu en 1949 sous la dénomination « Institut national de droit, de politique et des sciences économiques ». En 1957, conformément à un décret royal, cette institution devient  « la Faculté de droit et des sciences économiques ». Elle devient ensuite, en 2003, université sous la dénomination « Université royale de droit et des sciences économiques ». 
La conservation, dans la dénomination de l'université, des mots "droit" et "sciences économiques" indique que ces deux matières constituent les domaines cardinaux des formations qu'elle dispense. Néanmoins, une formation en informatique est également ajoutée dans son programme pédagogique. L'URDSE est actuellement une université nationale de premier plan dans la formation en droit, sciences économiques et business.

## Programme académique
L'université compte quatre facultés :
- Faculté de droit ;
- Faculté de l'administration publique ;
- Faculté des sciences économiques et de la gestion ;
- Faculté de l'informatique.

Cette université délivre les diplômes de licence (Bachelor's degree) et master.

### Undergraduate

#### Faculté de droit
L'université offre une formation de licence (Bachelor) en droit en langue Khmer. Le programme dure 4 ans.
Plusieurs formations sont également proposées dans le cadre de coopérations internationales. 
Par le biais de la coopération française à l'URDSE, une filière spéciale de droit est créée en 1998. Le programme de formation se fusionne avec celui de l'université Lumière Lyon II, les cours étant dispensés en français. Il s'agit d'un programme de double diplôme qui permet l'obtention, d'une part, d'un Bachelor's degree délivré par l'URDSE et accrédité par le ministère de l'Éducation du Cambodge et, d'autre part, d'une licence de droit délivrée par l'université Lumière Lyon II, accréditée par le ministère de l'Enseignement supérieur et de la Recherche français.
La coopération américaine a quant à elle eu pour aboutissement la mise en place d'un programme de formation dont les cours sont donnés en anglais. Actuellement, cette coopération propose une formation de licence de droit basée sur la langue anglaise (en anglais : English Language Based Bachelor of Laws - ELBBL).
La coopération japonaise, spécifiquement la coopération entre l'URDSE et l'université de Nagoya, le Centre de l’éducation et de la recherche pour le droit japonais (Education and Research Center for Japanese Law - CJL) les étudiants de l'URDSE peuvent suivre des cours sur les fondements de la langue japonaise et du droit japonais.

#### Faculté de l'administration publique
La formation de licence (Bachelor) en administration publique dure 4 ans, et ses cours sont en Khmère.
Par la présence de la coopération américaine, il existe le programme de Licence en relation internationale (Bachelor of International Relation - BIR). 
Les étudiants de 1re année en administration publique peuvent également postuler à la filière spéciale de droit de la coopération française.
La CJL de la coopération japonaise assiste aussi dans cette faculté.

#### Faculté des sciences économique et de la gestion
Dans cette faculté, il y a 3 formations : licence en sciences économiques (Bachelor of Economics), Licence en comptabilité (Bachelor of Accounting) et Licence en finance et bancaire (Bachelor of Finance and Banking).
La coopération française a créé la filière spéciale en économie et gestion. Comme le programme de coopération française en droit, c'est le programme de double diplôme : Bachelor of Economics de l'URDSE et Licence en sciences économiques et gestion de l'université Lumière Lyon 2.

#### Faculté de l'informatique
L'université donne la formation de Licence en économie informatique.

### Cycle postgrade

#### Programme national
Le master est une formation de deux ans. En droit, il y a le master en droit privé et celui en administration publique.
À côté de ça, il y le programme de master en administration des affaires (MBA). Ce programme de master se divise en 3 : MBA général, MBA en finance et MBA en marketing.

#### Programme de coopération
Au niveau de Postgraduate, il n'y a que la coopération française. Dans le domaine du droit, il y a deux programmes de master sous différentes coopérations universitaires. Le premier est le Master en droit international - droit des affaires internationales. C'est un programme de double diplôme avec la coopération de l'université Paris II. Ce programme est en français. Le deuxième est le Master en droit foncier. Ce programme est en coopération avec l'université Lyon III qui délivre le diplôme universitaire à la fin des études. C'est un programme en langue khmère, et s'il y a des cours donnés en langue française, la traduction en khmère sera mise en place simultanément.
La coopération française en économie a également mis en place deux programmes de master. Le premier est le master en entrepreneuriat et gestion de projet. Bien qu'en coopération avec l'université Lyon II et l'université de Lille 1, ce programme est en anglais. L'autre est le master de management public né de la coopération avec l'École nationale d’administration.